# Кхьенце Норбу
Дзонгсар Джамьянг Кхьенце Норбу Ринпоче (род. 18 июня 1961, англ. Khyentse Norbu) — бутанский буддийский лама, тулку линии Кхьенце, художник, писатель, сценарист и режиссёр.
Дзонгсар Кхьянце Ринпоче — известный тулку в тибетском буддизме, старший сын Тинлея Норбу Ринопче. Он является учеником таких важных тибетских буддийских лам, как Кьябдже Дилго Кхьенце Ринпоче, Кьябдже Сакья Тризин, Кьябдже Дуджом Ринпоче и Кармапа XVI. Он является главой знаменитого монастыря Дзонгсар в Тибете института Дзонгсар в Индии. В настоящее время он отвечает за содержание и обучение около 2000 монахов, распределенных по нескольким монастырям и институтам в Азии. Он также курирует 16 филиалов Siddhartha’s Intent —  современных центров обучения и практик, созданных на нескольких континентах, а также некоммерческие организации Khyentse Foundation и Lotus Outreach. Ринпоче является главным хранителем учения Джамьянга Кхьенце Вангпо.
Дзонгсар Кхьенце является автором сценария и режиссёром шести фильмов — «Кубок» (1999), «Маги и странники» (2003), «Вара. Благословение» (2013), «Хема-Хема. Спой мне песню, пока я жду» (2016), «В поисках дамы с клыками и усами» (2019), «Свинья на переходе» (2024), а также автором книг «Отчего вы не буддист» (2007), «Не счастья ради» (2014), «Гуру пьет бурбон?» (2018), «Жить значит умирать. Как подготовиться к умиранию, смерти и тому, что за ней» (2020), «Яд есть лекарство. Разъяснение ваджраяны» (2022) и нескольких других. Он также пишет свою автобиографию под названием «Рожденный в полыни». Многие из учений Ринпоче доступны на YouTube канале Siddhartha’s Intent.

## Биография

### Детство
Дзонгсар Джамьянг Кхьенце Норбу Ринпоче родился в восточном Бутане 18 июня 1961 года. Когда ему было 7 лет, Его Святейшество Сакья Тридзин признал его в качестве тулку великого ламы второй половины XX века Джамьянга Кхьенце Чокьи Лодро, т.е. третьим воплощением основателя линии Кхьенце в тибетском буддизме.
Первым воплощением был Джамьянг Кхьенце Вангпо (1820–1892), который помог основать движение Риме вместе с Джамгоном Конгтрулом Лодро Тхайе, с нерелигиозным (или несектарным) подходом к тибетскому буддизму, сосредоточенным в монастыре Дзонгсар в Сычуани, Китай. Последователи этого нерелигиозного движения стремились выявить и использовать лучшие методы из различных давно конкурирующих и изолированных школ тибетского буддизма. Этот подход привел к расцвету науки и письма с 1880-х годов. Вторым воплощением был известный лама Дзонгсар Кхьенце Чокьи Лодро (1893–1959), сыгравший большую роль в распространении тантрического буддизма на Запад как коренной учитель поколения влиятельных и прогрессивно мыслящих лам.
До 12 лет Ринпоче обучался в королевском монастыре Сиккима. Поскольку линия перерождений Кхьенце относится к несектарному движению Риме, Ринпоче учился у более двадцати пяти учителей из всех основных школ тибетского буддизма — Ньингма, Сакья, Кагью и Гелуг. Он получал учения и посвящения у многих великих лам того времени, в том числе у Его Святейшеств Далай-ламы, XVI Кармапы и своего деда Дуджома Ринпоче. Его коренным гуру был Дилго Кхьенце Ринпоче. Ринпоче также получал образование в Школе Ориенталистики и Африканистики в Лондоне.

### Деятельность
Еще в юном возрасте Ринпоче был ответственным за публикацию большого количества редких текстов, которые иначе могли бы быть полностью утеряны, а в 80-е годы начал участвовать в восстановлении монастыря Дзонгсар в восточном Тибете. Впоследствии он основал несколько колледжей и ретритных центров в Бутане и Индии, а также в Австралии, Северной Америке и на Дальнем Востоке.
В начале восьмидесятых годов Ринпоче совершил свою первую поездку за границу, чтобы преподавать в Австралии, и с тех пор, по сути, не прекращал путешествовать, основав несколько международных организаций для поддержки и расширения сферы своей деятельности.
В 1989 году Ринпоче основал Намерение Сиддхартхи (Siddhartha´s Intent), международную ассоциацию буддийских некоммерческих центров, большинство из которых составляют общества и благотворительные организации, зарегистрированные в разных странах, главная цель которой — сохранение буддийского учения, увеличение осознанности и понимание многих его аспектов, не ограничиваясь рамками отдельных традиций или культур.
Работая с тибетскими беженцами на севере Индии, Дзонгсар Кхьенце был поражен отсутствием внимания СМИ к ужасным страданиям тысяч детей. В 1993 году он основал светский благотворительный фонд White Lotus Charitable Trust, призванный помогать самым заброшенным и забытым детям через образование. Добровольно вкладывая свое время и ресурсы в создание первоначальной инфраструктуры, Дзонгсар Кхьенце вдохновил других по всему миру, независимо от духовных традиций, помочь White Lotus стать глобальной сетью волонтеров-гуманистов-единомышленников. Международные последователи его работы и его видения основали свои собственные сети в Великобритании, Канаде, Австралии, Германии, Франции, Гонконге и Тайване с целью поддержки программ Lotus Outreach в Индии и Камбодже.
В 2001 году Ринпоче основал Фонд Кхьенце (Khyentse Foundation). Это некоммерческая организация, призванная осуществлять покровительство и руководство как отдельными практикующими, так и организациями, занимающимися изучением и практикой буддийского подхода к мудрости и состраданию. В качестве приоритетов Фонда Ринпоче выделил пять проектов — фонд пожертвований на монастырское образование, фонд стипендий, публикацию литературы, образовательные программы и рабочие места для профессоров.
В 2002 году Lotus Outreach International была зарегистрирована как некоммерческая организация в южной Калифорнии для создания американского центра инфраструктуры, призванного обеспечить образование, здоровье и безопасность женщин и детей из группы риска и эксплуатируемых в Индии и Камбодже. Ее полностью добровольный международный совет директоров продолжает собирать средства и повышать осведомленность в своих странах по вопросам, связанным с бедностью и эксплуатацией в Азии.
Ринпоче также делает всё возможное, чтобы продвигать традиционные практики тибетского буддизма, которые начали выходить из моды, особенно устную передачу на тексты (лунг). Например, он потратил три месяца зимой 2006-2007 гг. на передачу всего Кангьюра (собрание учений, изложенных самим Буддой Шакьямуни) монахам и мирянам-практикам в Институте диалектики Дзонгсар Кхьенце Чокьи Лодро в Чаунтре, Индия.
В 2010 году было основано общество Лхо Мон (Lho Mon), целью которого является поддержка, содействие и продвижение устойчивого развития в Королевстве Бутан посредством образовательных и обучающих инициатив. «Lho» на бутанском языке означает юг или южный, а «Mon» относится к людям региона к югу от Тибетского плато, то есть Бутану и окружающим субтропическим регионам Ассама и Бирмы. Ринпоче выбрал это название, чтобы показать, что люди объединены не только границами государственных стран, но и природной средой, в которой они живут.
Должность консультанта фильма «Маленький Будда» в 1994 году послужила введением Кхъенце Норбу в сферу кинопроизводства. С тех пор он снял шесть полнометражных фильмов, отмеченных  несколькими премиями на известных кинофестивалях. Ринпоче также является автором нескольких книг о буддизме, которые были переведены на многие языки.

## Дополнительная информация
Ученица Ринпоче Лесли Энн Пэттен в 2003 году сняла посвящённый ему документальный фильм «Слова моего совершенного учителя», освещающий биографию Ринпоче и его отношения с учениками.

## Список произведений

### Книги
- Дзонгсар Кхьенце Ринчпоче. «Введение в срединный путь» = «Madhyamakavatara» — 2003
- Дзонгсар Кхьенце Ринчпоче. «Buddha Nature. Mahayana-Uttaratantra-Shastra by Arya Maitreya» — 2007
- Дзонгсар Кхьенце Ринпоче. Отчего вы не буддист = What Makes You Not a Buddhist. — М.: Открытый мир, 2008. — 192 с. — ISBN 978-5-9743-0111-7.
- Дзонгсар Кхьенце Ринчпоче. «Parting from the Four Attachments» — 2009
- Дзонгсар Кхьенце Ринчпоче. «Best Foot Forward» — 2010
- Дзонгсар Кхьенце Ринпоче. Не счастья ради = Not for Happiness: A Guide to the So-Called Preliminary Practices. — М.: Ориенталия, 2014. — 416 с. — ISBN 978-5-91994-051-7.
- Дзонгсар Кхьенце Ринчпоче. «Teachings on Ngöndro» — 2015
- Дзонгсар Кхьенце Ринпоче. Гуру пьет бурбон? = The Guru Drinks Bourbon?. — М.: Ганга, 2018. — 432 с. — ISBN 978-5-6040003-7-3.
- Дзонгсар Кхьенце Ринчпоче. «A Celebrity Falls Sick» —  2019
- Дзонгсар Кхьенце Ринчпоче. «Жить значит умирать. Как подготовиться к умиранию, смерти и тому, что за ней» = «Living is Dying – How to Prepare for Dying, Death and Beyond» — 2020, пер. О. Бычковой
- Дзонгсар Кхьенце Ринчпоче. «Яд есть лекарство. Разъяснение ваджраяны» = «Poison is Medicine. Clarifying the Vajrayana» —  2022, пер. А. Спиридонова

### Фильмы
- «Кубок» («The Cup», 1999)
- «Маги и странники» («Travellers and Magicians», 2003)
- «Вара. Благословение» («Vara: A Blessing», 2013)
- «Хема-Хема. Спой мне песню, пока я жду» («Hema Hema: Sing Me a Song While I Wait», 2016)
- «В поисках дамы с клыками и усами» («Looking for a Lady with Fangs and a Moustache», 2019)
- «Свинья на переходе» («Pig at the Crossing», 2024)